# Chlorion magnificum
Chlorion magnificum là một loài côn trùng cánh màng trong họ Sphecidae, thuộc chi Chlorion. Loài này được F. Morawitz miêu tả khoa học đầu tiên năm 1887.